# Pařížská akademie

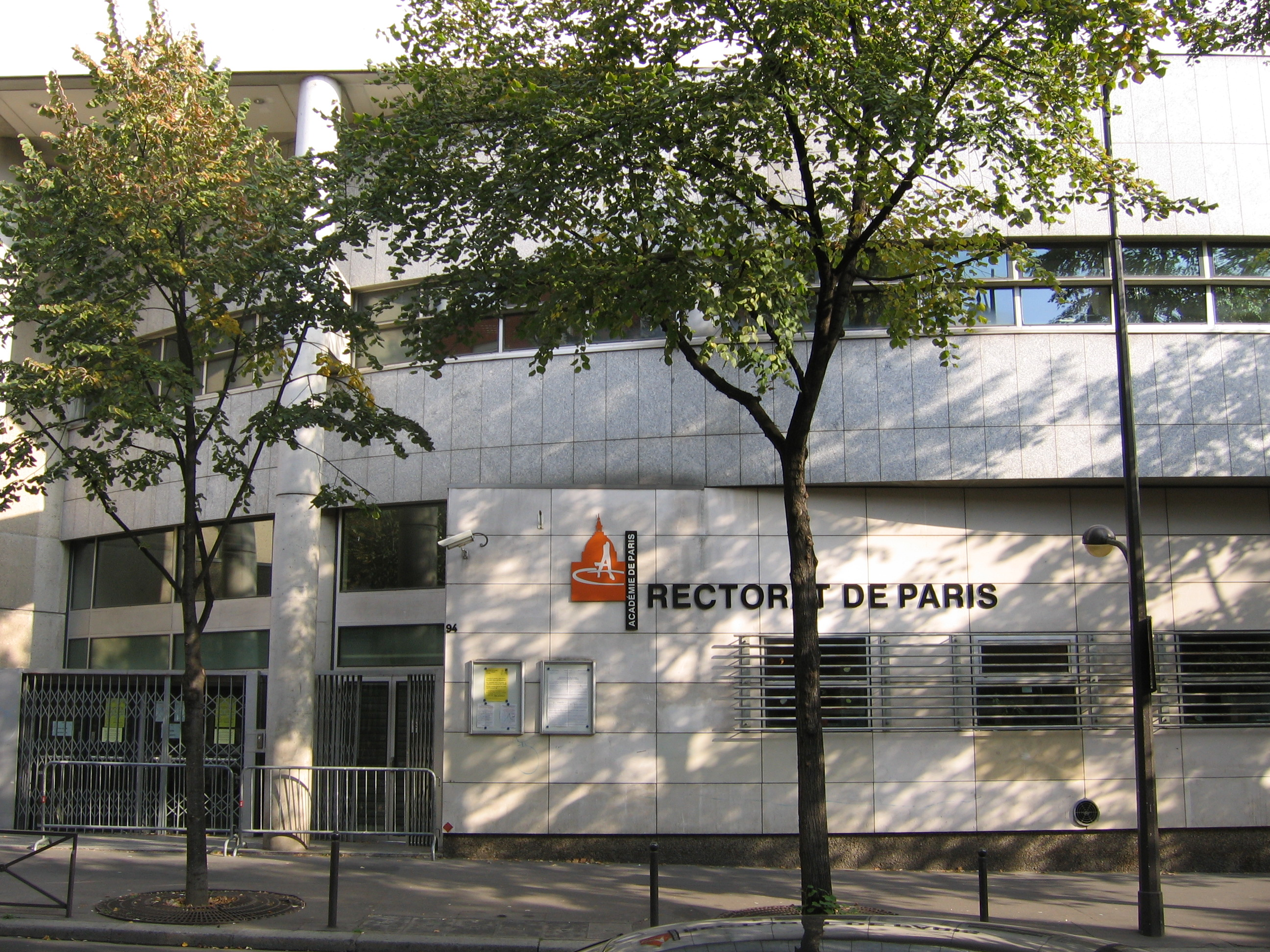
Sídlo akademie na Avenue Gambetta

Pařížská akademie (francouzsky Académie de Paris) je univerzitní a školský správní orgán (rektorát) na území města Paříže. Zahrnuje prestižní lycea Louis-le-Grand, Jindřicha IV. a Saint-Louis a univerzity Paříž I, Paříž II, Paříž III, Paříž IV, Paříž V, Paříž VI, Paříž VII a Paříž IX. Další vysoké školy v Paříži jako École normale supérieure, École nationale des chartes, École des hautes études en sciences sociales apod. jsou na akademii zcela nezávislé.

## Historie
V roce 1808 akademie zahrnovala území departementů Aube, Eure-et-Loir, Marne, Seine (město Paříž), Seine-et-Marne, Seine-et-Oise (později zrušený) a Yonne. V roce 1850 vznikly akademie v každém departementu, ale již v roce 1854 byla obnovena a zahrnovala departementy Cher, Eure-et-Loir, Loir-et-Cher, Loiret, Marne, Oise, Seine (město Paříž), Seine-et-Marne a Seine-et-Oise. V roce 1964 byl odloučen departement Oise, který byl připojen k akademii v Amiens. V roce 1971 byla působnost Pařížské akademie omezena výhradně na území města Paříže, které je zároveň departementem.

## Organizace
V čele akademie stojí rektor, kterého jmenuje prezident republiky na návrh premiéra a ministra školství. Rektor má rovněž titul kancléř pařížských univerzit. Jeho zástupci jsou vicekancléř univerzit v záležitostech týkajících se vysokoškolského vzdělávání a ředitel akademie pro otázky vzdělávání (lycea, koleje, školy). Rektor v rámci akademii prosazuje univerzitní vzdělávací politiku definovanou vládou. Sleduje vyučující a administrativní personál. Jmenuje zkušební komise a podepisuje diplomy. Dohlíží na rozpočty institucí. Informuje ministra školství o výsledcích, potřebách a problémech institucí pod akademií. Pařížská akademie má generálního tajemníka kancléřství pro dohled a generálního tajemníka školního vzdělávání pro školy a vzdělávání dospělých. Inspektoři akademie jsou poradním orgánem rektora pro výuku jednotlivých oborů a posuzují profesory na lyceích a kolejích. Akademie sídlí jednak na Sorbonně (rektor, vicekancléř) a na Avenue Gambetta ve 20. obvodu.